# Burg Altgödens
Die Burg Altgödens ist eine abgegangene spätmittelalterliche Burg und Vorgängerin von Schloss Gödens. Die Burgstelle liegt ca. 150 m südlich der Dorfwurt Altgödens im Ortsteil Gödens der Gemeinde Sande im niedersächsischen Landkreis Friesland. Heute ist die Wurt von einem modernen Gehöft überbaut. Von der ehemaligen Burg waren schon am Ende des 16. Jahrhunderts keine Spuren mehr vorhanden, da sie außerhalb der 1544 angelegten Deichlinie lag.

## Geschichte
In der historischen Überlieferung erscheint die Burg erstmals um 1385 als Sitz des Ine Widdeken, Sohn des Häuptlings von Etzel. Angeblich hat er für die Anlage der Burg eine alte Kapelle beseitigen lassen. Nachdem seinem gewaltsamen Tod folgten ihm sein Bruder und nach dessen Tod Abbick Hotten von Abbickenhausen auf der Burg. Letzterer scheint in einem Verwandtschaftsverhältnis mit Ines gestanden zu haben, denn 1405 brachten Grote Onneken und sein Sohn Gerko ihn als Rache für einen ihnen durch Ine zugefügten Schaden um. Die Burg Altgödens ging darauf in ihren Besitz über. In den Kriegen der ostfriesischen Häuptlingsfamilien zwischen 1425 und 1434 scheint die Burg zerstört worden zu sein. Da Gerko auf Altgödens zugunsten anderer Besitzungen verzichtete, wurde sein Schwager Onno Tiardes Häuptling in Altgödens. Er behielt aber seinen Wohnsitz auf seiner Stammburg Tiardeshusen. bei. Sein Schwiegersohn Edo Boing nahm daraufhin spätestens 1451 seinen Sitz auf der Burg, stellte sie wieder her und begründete die Herrlichkeit Gödens. Über seine Erbtochter Almet kam die Burg 1482 an Hicko von Oldersum. Die Burg Altgödens wurde während der Sächsischen Fehde 1514 zerstört. Daher erbauten Hicko und sein Sohn Haro bis 1517 an anderer Stelle den Vorgängerbau des heutigen Schloss Gödens. 1717 wohnte nur noch ein einfacher Bauer auf der Burgstelle.